# Sudestada
Sudestada (zachodnie uderzenie)  – wiatr w obszarze Río de la Plata z kierunków południowo-wschodnich przynoszący zamiast zimnego powietrza gwałtowny przypły wilgotnego powietrza znad Atlantyku.
Najczęściej powstaje na jesieni i w zimę na Półkuli Południowej. Często powoduje powodzie i gwałtowne opady. Około 90% wiatrów z południowego wschodu jest obserwowane pomiędzy kwietniem i październikiem.
Sudestada jest związana z  wyżem zlokalizowanym na wysokości centralnej Patagonii i niżem zlokalizowanym w zachodnium Urugwaju. Trwają zazwyczaj od 1–3 dni.